# Јозо Бакрач
Јозо Бакрач (Ливно, 19. мај 1910 — Сарајево, 6. децембар 1990) био је учесник Народноослободилачке борбе и друштвено-политички радник Социјалистичке Републике Босне и Херцеговине.

## Биографија
Рођен је 19. маја 1910. у Ливну. Нижу гимназију је завршио у Мостару. Пре Другог светског рата био је грађевински радник. Приступио је револцуионарном радничком покрету и децембра 1939. постао члан Комунистичке партије Југославије (КПЈ).
Учесник је Народноослободилачког рата од 1941. године. Био је борац Десете херцеговачке ударне бригаде, у којо је био политички комесар чете и политички комесар Петог батаљона. Пред крај рата наустио је бригаду и радио као политички радник на терену. Имао је чин резервног потпуковника ЈНА.
Након ослобођења, радио је у првим народне власти, као и политичким организацијама. Био је председник Окрунжно Народноослободилачког одбора у Травнику, секретар Среког комитета КПЈ у Ливну и председник Среског Народног одбора у Ливну. Биран је за народног посланика Народне скупштине НР Босне и Херцеговине, где је најпре био члан Президијума Народне скупштине, а од 1958. до 1963. био је председник Републичког већа Народне скупштине. Био је посланик Савезне народне скупштине у више сазива.
Биран је за члана Главног одбора Социјалистичког савеза радног народа Босне и Херцеговине, као и за члана Централног одбора Савеза бораца Народноослободилачког рата Југославије. Био је потпредседник Републичког одбора Савеза удружења бораца Народноослободилачког рата Босне и Херцеговине. За члана Централног комитета Савеза комуниста Босне и Херцеговине биран је на Првом, Другом, Треће и Четвртом конгресу. Био је члан Савета Републике Босне и Херцеговине од његовог конституисања 27. децембра 1974. године.
Умро је 6. децембра 1990. у Сарајеву, где је и сахрањен на гробљу Баре.
Носилац је Партизанске споменице 1941. и других југословенских одликовања, међу којима су — Орден братства и јединства првог реда, Орден партизанске звезде другог реда, Орден заслуга за народ другог реда, Орден за храброст и друго. Добитник је Награде ЗАВНОБиХ-а 1975. године.